# Смиківська сільська рада
Сми́ківська сільська́ ра́да — адміністративно-територіальна одиниця та орган місцевого самоврядування в Сокальському районі Львівської області. Адміністративний центр — село Смиків.

## Загальні відомості
- Територія ради: 4,9 км²
- Населення ради: 1060 осіб (станом на 2001 рік)
- Територією ради протікає річка Драганка

На території сільської ради є Матівська ЗШ І-ІІ ст., три церкви УПЦ КП, Народний Дім, 2 бібліотеки.

## Населені пункти
Сільській раді підпорядковані населені пункти:
- с. Смиків
- с. Бодячів
- с. Залижня
- с. Матів

## Склад ради
Рада складається з 12 депутатів та голови.
- Голова ради: Пархович Петро Іванович

### Керівний склад попередніх скликань
| Прізвище, ім'я, по батькові | Основні відомості                                                                      | Дата обрання | Дата звільнення |
| --------------------------- | -------------------------------------------------------------------------------------- | ------------ | --------------- |
| Магера Віктор Олексійович   | Сільський голова, 1950 р.н., освіта вища, член Народної партії                         | 26.03.2006   | 31.10.2010      |
| Магера Віктор Олексійович   | Сільський голова, 1953 р.н., освіта вища, член політичної партії «Наша Україна»        | 31.10.2010   | 25.10.2015      |
| Пархович Петро Іванович     | Сільський голова, 1986 р.н., освіта вища, безпартійний, від партії "БПП «Солідарність» | 25.10.2015   |                 |

Примітка: таблиця складена за даними сайту Верховної Ради України та ЦВК

### Депутати VII скликання
За результатами місцевих виборів 2015 року депутатами ради стали:

#### За суб'єктами висування
| Суб'єкт висування                                    | Кількість обраних депутатів | %     |
| ---------------------------------------------------- | --------------------------- | ----- |
| Самовисування                                        | 11                          | 91.67 |
| Політична партія Громадський рух «Народний контроль» | 1                           | 8.33  |

#### За округами
| № округу | Прізвище, ім'я, по батькові    | Ким висунуто                                          | Дата нар.  | Освіта              | Партійна приналежність | Відомості                                                    |
| -------- | ------------------------------ | ----------------------------------------------------- | ---------- | ------------------- | ---------------------- | ------------------------------------------------------------ |
| 1        | Поліщук Світлана Василівна     | Самовисування                                         | 18.03.1970 | середня спеціальна  | безпартійна            | ДНЗ с. Смикві, завідувач                                     |
| 2        | Заболотня Алла Іванівна        | Самовисування                                         | 23.02.1968 | вища                | безпартійна            | Смиківська сільська рада, спеціаліст                         |
| 3        | Кушнір Михайло Йосипович       | Самовисування                                         | 23.11.1957 | вища                | безпартійний           | ФАП с. Смиків, фельдшер                                      |
| 4        | Байрак Олег Віталійович        | ПОЛІТИЧНА ПАРТІЯ "ГРОМАДСЬКИЙ РУХ «НАРОДНИЙ КОНТРОЛЬ» | 10.07.1983 | вища                | безпартійний           | Сокальська районна лікарня вет. медицини, завідувач клінікою |
| 5        | Чернявський Руслан Богданович  | Самовисування                                         | 01.01.1979 | вища                | безпартійний           | УПЦ КП «Св. Арх. Михаїла», священик                          |
| 6        | Кушнір Олег Олександрович      | Самовисування                                         | 18.05.1974 | професійно-технічна | безпартійний           | не працює                                                    |
| 7        | Іванис Степан Ярославович      | Самовисування                                         | 01.03.1976 | загальна середня    | безпартійний           | не працює                                                    |
| 8        | Родь Олга Володимирівна        | Самовисування                                         | 02.01.1972 | загальна середня    | безпартійна            | директор, ФОП                                                |
| 9        | Казмірчук Мирослава Миколаївна | Самовисування                                         | 26.07.1968 | середня спеціальна  | безпартійна            | не працює                                                    |
| 10       | Мамчур Катерина Іванівна       | Самовисування                                         | 20.12.1983 | вища                | безпартійна            | не працює                                                    |
| 11       | Самборська Галина Петрівна     | Самовисування                                         | 25.07.1958 | вища                | безпартійна            | не працює                                                    |
| 12       | Левицька Наталія Євгенівна     | Самовисування                                         | 22.09.1971 | вища                | безпартійна            | Смиківська сільська рада, спеціаліст                         |